# Вавілкова
Ваві́лкова (рос. Вавилкова) — присілок у складі Притобольного району Курганської області, Росія. Входить до складу Нагорської сільської ради.
Населення — 2 особи (2010, 3 у 2002).
Національний склад станом на 2002 рік:
- росіяни — 100 %